# Youth Novels
Youth Novels is het debuutalbum van de Zweedse artiest Lykke Li. Het werd op 30 januari 2008 uitgebracht door haar eigen label, LL Recordings. Het hele album werd geschreven en gecomponeerd door Lykke Li zelf in samenwerking met Peter Bjorn and John.

## Hitlijsten
Het album bereikte de derde plaats in de Zweedse albumhitlijsten en bleef 20 weken in die lijst hangen. Het werd uiteindelijk het 19de best verkochte album van 2008 in Zweden. In Groot-Brittannië en Ierland was het album een week aanwezig in de hitlijsten. In België en Nederland bereikte het album respectievelijk de 56e en 57e plaats.

## Tracklist
1. "Melodies & Desires" - 3:52
2. "Dance, Dance, Dance" - 3:41
3. "I'm Good, I'm Gone" - 3:09
4. "Let It Fall" - 2:42
5. "My Love" - 4:36
6. "Little Bit" - 4:33
7. "Hanging High" - 4:07
8. "This Trumpet in My Head" - 2:36
9. "Complaint Department" - 4:32
10. "Breaking It Up" - 3:41
11. "Time Flies" - 3:21
12. "Window Blues" - 3:59